# Wachenzeller Dolomit

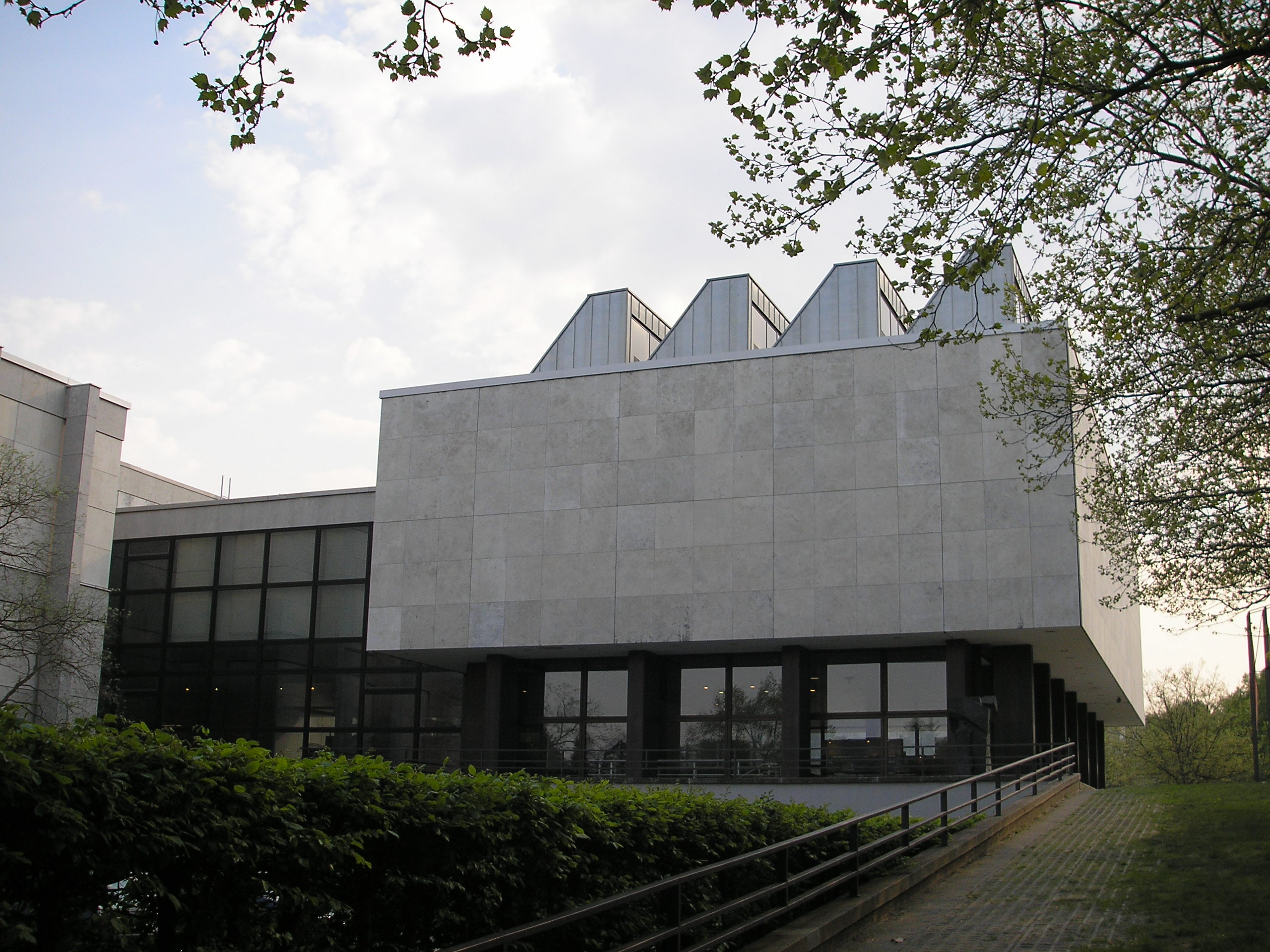
Wachenzeller Dolomit als Fassadenverkleidung am Museum im Ortsteil Dahlem in Berlin

Der Wachenzeller Dolomit zählt wie der Kleinziegenfelder Dolomit zu den Frankendolomiten. Der Dolomit wird in der südlichen Frankenalb, nahe Wachenzell nördlich von Eichstätt abgebaut. Vorkommen wurden früher auch zwischen Ingolstadt und Regensburg abgebaut. Dieses Dolomitgestein entstand vor etwa 140 Millionen Jahren im Oberen Jura.

## Gesteinsbeschreibung und Mineralbestand
Seine Farbe reicht von gräulichbraun über gelblichgrau bis (erd)braun. Es handelt sich um einen mittelkörnigen Naturstein mit teilweise calcitverfüllten Adern. Neben Dolomit finden sich eisenhaltige tonige Substanzen. Sein Dolomitanteil beträgt 94 Prozent, die Porengröße reicht bis 0,6 mm. Der Wachenzeller Dolomit gehört zur Fazies der Schwammrasenkalke, die sekundär dolomitisiert sind.
Die Dichte liegt etwa bei 2,6 kg/dm³, die Druckfestigkeit bei durchschnittlich 90 N/mm² und die Biegefestigkeit bei 9 N/mm².

## Verwendung
Er ist verwitterungsresistent und einer der wenigen Kalksteine, der absolut frosttausalzbeständig ist (kein feststellbarer Schaden beim Salzsprengtest). Ein Ausbleichen tritt erst nach längerer Expositionszeit im Freien ein. Aufgrund seiner Beständigkeit gegen Frost und Tausalz eignet er sich für Gehwege und Verkehrsflächen, auf denen im Winter Salz gestreut wird. Er kann poliert werden und ist beflammbar.
Wachenzeller Dolomit wird für Massivbauten, Mauersteine, Brunnen, als Boden-, Treppen- und Wandbelag sowie für Grabmale verwendet. Die Oberflächen werden typischerweise grob oder fein geschliffen, poliert, beflammt oder gestockt.
Einige Beispiele für seine Verwendung sind: Museumszentrum Berlin-Dahlem, Krempa-Haus in Frankfurt, Kaufhaus H+M in Regensburg, Gymnasium in Burglengenfeld, Kirche St. Stephan in Mainz, Gaststätte Donisl und Eingang des Geologischen Instituts in München.

## Einordnung
In Deutschland werden nur wenige Dolomite abgebaut. Ähnliche Vorkommen sind:
- Harzer Dolomit
- Kleinziegenfelder Dolomit

Neben dem Solnhofener Plattenkalk werden drei weitere Kalksteine entlang der Altmühl im Gebiet der Südlichen Frankenalb gebrochen, die alle seit langer Zeit als Werkstein in der Architektur Verwendung finden: der Solnhofener Plattenkalk, der Juramarmor und der Kelheimer Kalkstein.
Früher wurde Wachenzeller Dolomit in mehreren Steinbrüchen zwischen Kelheim und Ingolstadt abgebaut.